# Showgrounds (Sligo)
Pour les articles homonymes, voir Showgrounds.
Les Showgrounds est un stade de football à Sligo dans le Comté de Sligo en Irlande.
Il a une capacité d'accueil de 3 873 places assises. Le club résident est le Sligo Rovers Football Club depuis sa fondation en 1928.

## Histoire
Le stade est la propriété du club des Sligo Rovers depuis 1968 date à laquelle un consortium représentant des habitants de Sligo. Jusque-là, le stade était loué par le club. Aujourd’hui le stade ne peut légalement être revendu ou hypothéqué dans un autre but que pour une opération immobilière liée au sport.
Le stade occupe un espace de 49 000 m2. Il a une capacité d’accueil de 3 873 places.
En novembre 2001, une nouvelle tribune est inaugurée au cours d’un match de coupe de la Ligue d'Irlande de football contre le St. Patrick's Athletic FC. Cette tribune est la tribune principale du stade a une capacité de 1 853 places assises.